# (400050) 2006 SR26
(400050) 2006 SR26 es un asteroide perteneciente al cinturón de asteroides, descubierto el 16 de septiembre de 2006 por el equipo del Lowell Observatory Near-Earth-Object Search desde la Estación Anderson Mesa (condado de Coconino, cerca de Flagstaff, Arizona, Estados Unidos).

## Designación y nombre
Designado provisionalmente como 2006 SR26.

## Características orbitales
2006 SR26 está situado a una distancia media del Sol de 2,546 ua, pudiendo alejarse hasta 3,004 ua y acercarse hasta 2,088 ua. Su excentricidad es 0,179 y la inclinación orbital 13,38 grados. Emplea 1484,34 días en completar una órbita alrededor del Sol.

## Características físicas
La magnitud absoluta de 2006 SR26 es 16,9.